# Koninklijke Vereniging van Nederlandse Reserveofficieren

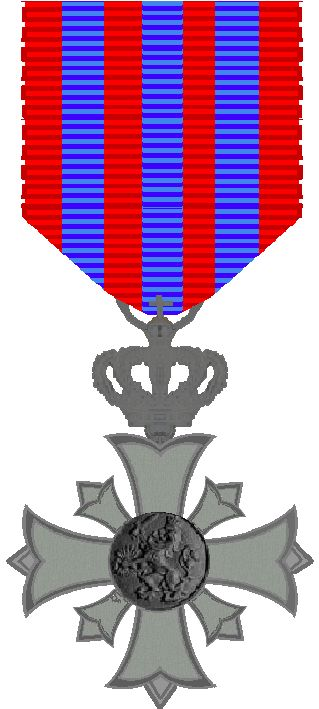
Het TMPT-kruis van de KVNRO

De Koninklijke Vereniging van Nederlandse Reserveofficieren (KVNRO) is een Nederlandse belangenvereniging voor reserve-officieren van de Nederlandse krijgsmacht.

## De vereniging
De vereniging werd opgericht op 22 december 1917 in Utrecht als "Algemene Vereniging van Nederlandse Reserve-Officieren". Op 20 april 1977 verkreeg de vereniging het predicaat Koninklijk en ging Koninklijke Vereniging van Nederlandse Reserve Officieren heten. De KVNRO houdt zich bezig de belangenbehartiging van reserveofficieren en met het bevorderen van de saamhorigheid onder de leden door het organiseren van diverse activiteiten. Daarnaast onderhoudt de KVNRO in internationaal verband contacten met zusterverenigingen in het buitenland, onder andere onder de paraplu van de Confédération Interalliée des Officiers de Réserve (CIOR), een organisatie die gelieerd is aan de NAVO en de Confédération Interalliée des Officiers Medicaux de Réserve (CIOMR). Ook geeft de KVNRO een periodiek uit, "De Reserve Officier". Daarnaast is de KVNRO de organisator van de jaarlijkse Tweedaagse Militaire Prestatietocht (TMPT), een sportief tweedaags evenement voor binnenlandse en buitenlandse militairen. Succesvolle deelnemers ontvangen het Kruis van de Koninklijke Vereniging van Nederlandse Reserve-Officieren voor de Militaire Prestatietocht dat ook als Kruis van Verdienste van de Koninklijke Vereniging van Nederlandse Reserve-Officieren gebruikt wordt.
Sinds 1 maart 2014 is prins Maurits van Oranje-Nassau, Van Vollenhoven beschermheer van de Koninklijke Vereniging van Nederlandse Reserveofficieren. ZH Prins Maurits is zelf reserveofficier bij de Koninklijke Marine in de rang van kapitein-ter-zee en adjudant in buitengewone dienst van Zijne Majesteit Koning Willem-Alexander.

## Belangenbehartiging
De KVNRO is vanuit haar doelstelling als belangenbehartiger voor reserveofficieren gesprekspartner van het Nederlandse Ministerie van Defensie. Zij werkt daarbij samen met de Algemene Vereniging van Reserve Militairen (AVRM) in de Nederlandse Reservisten Federatie Krijgsmacht  (NRFK). Ook is de KVNRO via de koepel van alle officiersverenigingen Gezamenlijke OfficierenVerenigingen & Middelbaar en Hoger Burgerpersoneel bij Defensie (GOV|MHB) aangesloten bij de vakbond Centrale van Middelbare en Hogere Functionarissen (CMHF), een onderdeel van de Vakcentrale voor Professionals.